# Thập đại danh trà
Thập đại danh trà (十大名茶) hay Trung Quốc thập đại danh trà (中国十大名茶) là một danh sách gồm 10 loại trà được coi là nổi tiếng nhất của Trung Quốc.
| Trà                           | Xuất xứ               | Địa phương  | Loại       |
| ----------------------------- | --------------------- | ----------- | ---------- |
| Trà Long Tỉnh (龙井)          | Tây Hồ, Hàng Châu     | Chiết Giang | Trà xanh   |
| Trà Bích Loa Xuân (碧螺春)    | Động Đình hồ, Tô Châu | Giang Tô    | Trà xanh   |
| Trà Thiết Quan Âm (铁观音)    | An Khê, Tuyền Châu    | Phúc Kiến   | Trà ô long |
| Trà Mao Phong (毛峰)          | Hoàng Sơn             | An Huy      | Trà xanh   |
| Trà Ngân Châm (银针)          | Quân Sơn, Nhạc Dương  | Hồ Nam      | Bạch Trà   |
| Hồng trà (祁门)               | Kỳ Môn                | An Huy      | Trà đen    |
| Nham trà (岩茶)               | Vũ Di Sơn             | Phúc Kiến   | Trà ô long |
| Trà Qua Phiến (瓜片)          | Lục An                | An Huy      | Trà xanh   |
| Trà Mao Tiêm Đô Quân (毛尖)   | Đô Quân               | Quý Châu    | Trà xanh   |
| Trà Mao Tiêm Tín Dương (毛尖) | Tín Dương             | Hà Nam      | Trà xanh   |